# Avengers Assemble
Avengers Assemble é uma série animada, baseada na equipe de super-heróis fictícios da Marvel Comics, The Avengers. Projetado para capitalizar o sucesso do filme The Avengers de 2012, a série estreou na Disney XD em 26 de maio de 2013 Disney XD. A série substitui The Avengers: Earth's Mightiest Heroes. No Brasil é exibida na Disney XD Brasil. Em Portugal estreou na SIC K e agora na SIC através do bloco Disney Kids.
Anteriormente foi ao ar ao lado de Ultimate Spider-Man e Guardians of the Galaxy como parte do bloco Marvel Universe. Joe Casey, Joe Kelly, Duncan Rouleau e Steven T. Seagle, conhecidos coletivamente como Man of Action, desenvolveram a série e foram produtores executivos nas duas primeiras temporadas.

## Premissa
Falcão foi o mais novo membro dos Vingadores, é os principais olhos e ouvidos do espectador, juntamente com seus colegas de equipe, composto por Homem de Ferro, Capitão América, Hulk, Viúva Negra, Gavião Arqueiro,  e Thor.

## Enredo

### Primeira Temporada
Quando o Caveira Vermelha está morrendo devido à sua falha no "Soro do supersoldado", ele e sua equipe juntamente com M.O.D.O.K. (que atualiza a tecnologia da Hidra) para sequestrar o Capitão América, assim o Caveira Vermelha possa transferir sua mente para o corpo do Capitão, cujo soro funcionou perfeitamente. Depois da sua derrota por uma equipe remontada dos Vingadores, Caveira Vermelha rouba a armadura do Homem de Ferro, usando como um sistema de suporte de vida, deixando Tony como morto. Os Vingadores levam Stark para colocar uma nova armadura, mas Caveira Vermelha os ataca em sua mansão e é novamente derrotado, porém a Mansão dos Vingadores é destruída durante a luta.
Para igualar o nível dos campos, Caveira Vermelha reúne sua equipe de gigantes chamada de a Cabala, onde seus convites são transmitidos para o Attuma, Doutor Destino e Drácula (embora apenas Attuma e Drácula aceitam o convite), além de M.O.D.O.K e de Hyperion . Os Vingadores e a S.H.I.E.L.D. interceptam uma transmissão do Caveira, e os Vingadores permanecem juntos para lutar contra a Cabala, montando a sua base na Torre dos Vingadores, já que a Mansão foi destruída.
Com a ameaça da Cabala, os Vingadores tem que combatê-los, bem como outras ameaças que vêm para a Terra.

### Segunda Temporada
Na segunda temporada, os Vingadores enfrentam o Titã louco chamado Thanos (que o Caveira Vermelha deu o Tesseract no final da primeira temporada), o vilão está na caça das Joias do infinito para colocar na sua Manopla do Infinito. Quando os Vingadores conseguem derrotar Thanos, depois de muito trabalho duro, as jóias são drenadas por Ultron que ameaça exterminar a raça humana após possuir o corpo do Arsenal. Depois que os Vingadores derrotam o Ultron, Homem-Formiga se torna um novo membro da equipe. Perto do final da segunda temporada, Thanos consegue escapar de uma prisão galáctica que deveria contê-lo com a ajuda da Ordem Negra. A Ordem Negra consiste em Anão Negro, Corvus Glaive, Ebony Maw, Proxima Midnight e Supergigante. Thanos faz uma tentativa final para derrotar os Vingadores. Com a ajuda do povo da Terra, os Vingadores são capazes de derrotar Thanos e a Ordem Negra. Na sequência, o Capitão América e o Homem de Ferro planejam transformar a Terra em um "Mundo dos Vingadores" recrutando outros heróis.

### Terceira Temporada: Ultron Revolution
Os Vingadores são forçados a cancelar seus planos de expansão e o Homem-Formiga fica sozinho novamente devido à falta de ameaças globais. Depois de lidar com o Cientista Supremo da I.M.A., os Vingadores ficam chocados quando Ultron retorna após sua aparente morte e absorve a tecnologia SuperAdaptoide da I.M.A. e o metal espacial desconhecido usado para fazer os Adaptoidse. Agora, Ultron está buscando vingança contra os Vingadores por frustrar seus planos com o poder da Infinity Gems, enquanto continua sua trama para substituir a humanidade por robôs. Um plano para eliminar a humanidade envolveu o ataque à cidade Inumana de Attilan, onde ele planejava usar o Raio Negro para energizar seu canhão, que terminou com Viúva Negra e Hulk jogando a Névoa Terrígena no canhão, resultando em alguns humanos que são descendentes dos inumanos. passar por sua Terrigênese, incluindo o Inferno de fogo e a jovem Kamala Khan, que ganha poderes de mudança de forma, enquanto assumindo o manto de Ms. Marvel. Raio Negro e seus companheiros membros da Família Real Inumana: Medusa, Karnak, Gorgon e Dentinho trabalham para encontrar os Inumanos recentemente emergidos.
Uma sub-trama detalha Barão Helmut Zemo, filho do velho inimigo do Capitão América Barão Heinrich Zemo, encontrando um frasco de trabalho do Soro Supersoldado e usa em si mesmo para ganhar a juventude e força para enfrentar os Vingadores derrotá-los e destruí-los para vingar a morte do pai dele. Então ele recruta os Mestres do Mal (que consiste em Besouro, Golias, Screaming Mimi, Fixador e Pedra da Lua) e rouba um dispositivo das Indústrias Stark chamado Estabilizador de Inversão que permite que eles se disfarçam como os Thunderbolts (com Zemo sob o pseudônimo de Cidadão V), enquanto cada um dos Mestres do Terror acima se torne MACH-IV, Atlas, Songbird, Techno e Meteorito, respectivamente) em uma trama para minar os Vingadores. Mas depois de ser salvo da morte por Gavião Arqueiro durante o assalto e ver como é ser um herói, Soprano convence o resto da equipe a ligar o Zemo. Juntos, os Vingadores e os Thunderbolts expõem Zemo e o derrotam.
Os Vingadores também devem lutar com Kang, o Conquistador, quando ele chega ao presente, após sua breve luta com o Homem de Ferro em seu tempo e descobrindo que alguns A.I.M. Os agentes têm usado sua tecnologia para atualizar alguns equipamentos de super vilões, como fizeram com o Chicote Negro e o Spymaster. Quando a maioria dos Vingadores segue Kang o Conquistador de volta ao seu tempo, os Vingadores se juntam a um Thor idoso, uma futura Viúva Negra chamada Layla, e um grupo de rebeldes para lutar contra as forças de Kang, o Conquistador.
Quando o presidente assina o Ato dos Novos Poderes, os Vingadores recebem Truman Marsh como seu representante do governo, que até mesmo substitui o Hulk de Bruce Banner por Hulk Vermelho até o incidente em que Líder gama o fortalece o suficiente para Hulk retornar.
À medida que os Vingadores se desassociam de Truman Marsh durante o Ato de Registro de Inumanos que envolve Discos de Registro colocados sobre eles, Truman Marsh monta Red Hulk, Pantera Negra, Soprano, Homem-Formiga, Capitã Marvel, Ms. Marvel e Visão como os Poderosos Vingadores. A luta de super-heróis dura quando os Inumanos Karnak, Gorgon, Inferno, Haechi, Flint, Iso e Ms. Marvel são controlados pela Ultron posando como Truman Marsh quando ele inicia a Revolução Ultron. Quando os Inumanos são libertados do controle da mente, Ultron planeja coletar radiação para "sanear" a Terra de toda a vida humana. Com a ajuda do Doutor Estranho no momento em que Ultron assume o controle do corpo do Homem de Ferro, os Vingadores foram capazes de colocar o Homem de Ferro em uma dimensão sem tecnologia até que eles possam encontrar uma maneira de expulsar Ultron. Configurando em uma instalação abandonada da S.H.I.E.L.D., os Vingadores operam a partir de lá como Falcão estabelece uma freqüência inter-dimensional para Tony Stark falar com eles através de.

### Quarta Temporada: Secret Wars
Os planos dos Vingadores de trazer Tony Stark de volta de outra dimensão experimentam um grande revés quando uma nova versão da Cabala (formada por Líder, Arnim Zola, Encantor, Executor e Kang, o Conquistador) é formada, com Líder, o chefe da Cabala. O grupo destrói o link de comunicação com Stark e planejando usar seu dispositivo Expansor Estático nos Vingadores cativos. Pantera Negra forma os Novos Vingadores para resgatá-los, que consistem em Homem-Formiga, Capitã Marvel, Ms. Marvel, Visão e Vespa. Mesmo com Líder sendo derrotado, Enchantor e Arnim Zola revelam que o Líder não é o verdadeiro líder da Cabala, pois ativam a prova de falhas que ativa o Expansor Estático para dispersar os Vingadores prisioneiros através do tempo e do espaço. Antes de desaparecer, o Capitão América instrui o grupo do Pantera Negra a continuar em seu lugar até que possam ser encontrados e levados para casa. Os Novos Vingadores trabalham para encontrar uma maneira de trazer os Vingadores para casa enquanto combatem várias ameaças em seu lugar. Depois que Jane Foster localiza os Vingadores, ela fornece os braceletes de cordas especiais aos Novos Vingadores para enviá-los para resgatar os Vingadores de cada local onde um membro da Cabala está supervisionando. Visão e Vespa descobrem que Falcão passou alguns anos em um futuro distópico em Nova York para ajudar Kang a parar um buraco negro e impedir que Kang o utilizasse para promover sua conquista. Homem-Formiga ajuda o Capitão América, o Gavião Arqueiro e a Viúva Negra a escaparem Dimensão Z e libertá-lo do controle de Arnim Zola, Pantera Negra e Hulk conseguem sobreviver a uma caçada por Executor no deserto de Asgard, e Capitão Marvel e Ms. Marvel libertam Thor do controle da Encantor em seu asteroide gelado no espaço profundo. Depois, ambas as equipes retornam à Terra para encontrar o verdadeiro líder da Cabala, Loki, tomando conta da Terra com o Caixão dos Antigos Invernos e o uso de um enxame de dragões, um exército de Trolls do Gelo e as naves do World Breaker que destruirão a Terra. . Ambas as equipes de Vingadores derrotam Loki e o aprisionam em sua base enquanto ele promete que seus planos não acabaram.
Como se constata, Loki disse a um ser poderoso, conhecido como Beyonder, sobre a existência da Terra. Para consternação de Loki, Beyonder usa a Ponte Bifrost para tomar várias partes da Terra, lugares através do universo como Asgard, e outras realidades incluindo aquela onde Tony Stark estava encalhado, e aleatoriamente os colocou juntos para formar o Battleworlds para o seu "experimento", levando aqueles que moram lá com eles, incluindo os Vingadores. Com o Homem de Ferro de volta, os Vingadores devem formar uma improvável aliança com Loki para reconstruir a Ponte Bifrost e trazer todos de volta à Terra. Durante a batalha final contra Beyonder, Doutor Estranho dá a Loki o Olho de Agamotto para começar a ativar a Ponte Bifrost e Thor lança Mjolnir para Jane Foster para salvá-la da areia movediça transformando-a em uma Thor feminia. Através de seus esforços, eles finalmente desfazem o experimento de Beyonder, mas Loki revela que o Doutor Estranho dando a Loki o Olho de Agamotto foi o propósito de ele contar ao Beyonder sobre a Terra, e com seus novos planos de poder conquistar Asgard, a Terra e outros locais. Com a ajuda da forma de Thor de Jane Foster, os Vingadores derrotam Loki que é consumido pelo Todo Escuro. Depois de Thor recuperar o Mjolnir, Odin tem uma nova arma criada para Jane Foster, onde sua arma é apelidada de Thunderstrike.

### Quinta Temporada: Black Panther Quest
Após a derrota de Loki e o fim das Guerras Secretas, Pantera Negra e Shuri convidam os Vingadores para uma festa em Wakanda. No entanto, após um ataque dos Atlantes, o irmão e a irmã se encontram em uma missão secreta para impedir uma nova encarnação do Conselho das Sombras, incluindo N'Jadaka, professoe do Pantera Negra, o ex-general de Attuma, Tiger Shark e a princesa Zanda. T'challa tenta manter esta missão em segredo, não dizendo a nenhum de seus companheiros Vingadores, apenas ao Capitão América. Com a ajuda de seu irmão Lobo Branco, ele descobre que M'Baku e alguns dos civis de Wakanda fazem parte do Conselho das Sombras, enquanto também ganha um improvável aliado no Barão Zemo, cujo pai liderou uma prévia encarnação do Conselho das Sombras. N'Jadaka, como Killmonger, ganha aliados em Ulysses Klaue e Madame Máscara.
O artefato que o Conselho das Sombras está procurando é a Coroa, que contém uma dimensão de bolso que permite conectar e analisar as memórias do falecido. Zemo tenta tomar para si mesmo, mas torna-se instável devido à sua distância de Wakanda. Capitão América se sacrifica, usando seu escudo para absorver a explosão, levando uma Viúva negra a acusar Pantera NEgra de matar Capitão América. Com os Vingadores e o mundo agora contra ele, T'challa procura encontrar o Killmonger e parar o Conselho das Sombras, conseguindo a ajuda de um Klaue capturado. Ele, Shuri e Klaue entram no Hall dos Reais, um cemitério para a realeza falecida de Wakanda, onde T'Challa pesquisa o plano do Conselho das Sombras através das memórias de seu avô T'Chanda, a ancestral Yemandi, e do fundador de Wakanda, Bashenga. No processo, ele é atacado pela irmã de Bashenga, Bask, possuída pelo núcleo do asteroide Vibranium, e também descobre que o Capitão América foi absorvido pela Coroa, puxando ambos da sua dimensão de bolso.
Sabendo o que ele sabe agora e com Capitão América ainda vivo, T'Challa tenta contatar os Vingadores, que viajaram para a Atlântida para que Killmonger e Tiger Shark possam ser aprisionados lá. Capitão América e T'Challa aprendem que desde o fim das Guerras Secretas, a Viúva Negra foi mantida em cativeiro pelo Conselho das Sombras e substituída pela Princesa Zanda. Como a conferência dos Vingadores com Attuma e sua filha Lady Elanna, Zanda esconde uma bomba na armadura de Tony. Pantera Negra e Lobo Branco tentam revelar a verdade aos céticos Vingadores, entretanto, são incapazes de evitar um conflito que termina com Gavião Arqueiro ferido, Attuma morto, e Elanna tramando a guerra no mundo da superfície com um Tiger Shark traído como seu aliado. Para parar o conflito que se segue, os Vingadores, tendo perdoado T'Challa, procuram informações sobre o paradeiro da Viúva Negra.

## Episódios
| Temporada | Temporada | Episódios | Exibição               | Exibição                |
| Temporada | Temporada | Episódios | Início da Temporada    | Final da Temporada      |
| --------- | --------- | --------- | ---------------------- | ----------------------- |
|           | 1         | 26        | 26 de maio de 2013     | 25 de maio de 2014      |
|           | 2         | 26        | 28 de setembro de 2014 | 20 de setembro de 2015  |
|           | 3         | 26        | 13 de março de 2016    | 28 de janeiro de 2017   |
|           | 4         | 26        | 17 de junho de 2017    | 11 de março de 2018     |
|           | 5         | 23        | 23 de setembro de 2018 | 24 de fevereiro de 2019 |

## Elenco

### Principal
| Personagem                     | Voz original      | Dobrador           | Dublador           |
| ------------------------------ | ----------------- | ------------------ | ------------------ |
| Tony Stark / Homem de Ferro    | Adrian Pasdar     | José Neves         | Hermes Baroli      |
| Steve Rogers / Capitão América | Roger Craig Smith | Rui Quintas        | Luiz Antônio Lobue |
| Bruce Banner / Hulk            | Fred Tatasciore   | Paulo B.           | Mauro Castro       |
| Thor                           | Travis Willingham | José Nobre         | Nestor Chiesse     |
| Natasha Romanoff / Viúva Negra | Laura Bailey      | Helena Montez      | Cássia Bisceglia   |
| Clint Barton / Gavião Arqueiro | Troy Baker        | Manuel Moreira     | Márcio Araújo      |
| Sam Wilson / Falcão            | Bumper Robinson   | Alexandre Carvalho | Wellington Lima    |

### Novos Vingadores
| Personagem                    | Voz original        | Dobrador | Dublador        |
| ----------------------------- | ------------------- | -------- | --------------- |
| Carol Danvers / Capitã Marvel | Grey DeLisle        |          | Renata Villaça  |
| Kamala Khan / Ms. Marvel      | Kathreen Kavari     |          | Flora Paulita   |
| Scott Lang / Homem-Formiga    | Grant George        |          | Wallace Costa   |
| T'Challa / Pantera Negra      | James C. Mathis III |          | Ramon Campos    |
| Hope Pym / Vespa              | Kari Wahlgren       |          | Carol Valença   |
| Visão                         | David Kaye          |          | Sérgio Corcetti |

### Vozes adicionais
- Jonathan Adams como Homem-Absorvente
- Charlie Adler como M.O.D.O.K.
- Drake Bell como Peter Parker / Homem-Aranha
- Bob Bergen como Bucky Barnes / Soldado Invernal
- Brian Bloom como Hyperion
- Corey Burton como Drácula
- Stephen Collins como Howard Stark
- Will Friedle como Peter Quill / Senhor das Estrelas
- Trevor Devall como Rocket Raccoon
- Vanessa Marshall como Gamora
- Kevin Michael Richardson como Groot
- David Sobolov como Drax o Destruidor
- John DiMaggio como Galactus
- David Kaye como J.A.R.V.I.S.
- Maurice LaMarche como Doutor Destino
- James C. Mathis III como Heimdall
- Chi McBride como Nick Fury
- Jim Meskimen como Arsenal / Ultron
- Liam O'Brien como Caveira Vermelha
- Dwight Schultz como Attuma
- J. K. Simmons como J. Jonah Jameson
- Isaac C. Singleton Jr. como Thanos
- Frank Welker como Odin

## Personagens

### Vingadores
- Homem de Ferro
- Capitão América
- Thor
- Hulk
- Viúva Negra
- Gavião Arqueiro
- Falcão

Novos Vingadores
- Arsenal
- Doutor Estranho
- Homem-Formiga
- Capitã Marvel
- Visão
- Ms. Marvel
- Pantera Negra
- Vespa
- Jane Foster/A Thor

### Aliados
Defensores
- Bullseye
- Slinger
- Snap
- Noiva Negra
- Justiceiro
- Tony Stark

Guardiões da Galáxia
- Senhor das Estrelas
- Gamora
- Rocket Raccoon
- Groot
- Drax, o Destruidor

Inumanos
- Raio Negro
- Medusa
- Gorgon
- Karnak
- Dentinho
- Inferno
- Iso
- Flint
- Haechi

Thunderbolts
- Soprano
- Meteorita
- Techno
- Mark IV
- Atlas

Guarda do Inverno
- Guardião Vermelho
- Dinamo Vermelho
- Estrela Negra
- Ursa maior
- Homem Radioativo

Vingadores do Futuro
- Layla
- Toni Ho
- Eric Masterson
- Kate Bishop
- Joaquin Torres
- Capitão America Rebelde
- Pantera Negra Rebelde

Outros Aliados
- Homem-Aranha
- Punho de Ferro
- Cavaleiro da Lua
- Coisa
- Hércules
- Glorian
- Nick Fury
- Garoto Molecular
- Odin
- Heimdall
- Rock Tribe
- Torgo
- J.A.R.V.I.S.
- Sexta-Feira
- Darlene Wilson
- o Vigia
- Soldado Invernal
- Lady Zartra
- Lady Freya
- Elder Lorak
- Aneka
- Whitney Frost
- Peggy Carter
- Shuri
- Dinossauro Demonio
- As Doras Milaje
- Arno Stark

### Rivais
- Hulk Vermelho
- Princesa Piton
- Homem Impossível
- Thunderbolt Ross
- Cidadão V
- Seeker

### Primários
- Thanos
- Ultron
- Loki
- Galactus
- Doutor Destino
- Mojo
- Hela
- Dormammu
- Tufão
- Bazuca
- Klaw
- Super-Adaptoid Supremo
- Cientista Supremo
- Maximus
- Barão Zemo

Cabala
- Caveira Vermelha/Caveira de Ferro/Caveira Cósmica
- M.O.D.O.K.
- Drácula
- Attuma
- Super-Adaptoid

Esquadrão Supremo
- Hyperion
- Falcão Noturno
- Princesa do Poder
- Doutor Espectro

Nova Cabala
- O Líder
- Kang, O Conquistador
- Encantor
- Skurge o Executor
- Arnim Zola

### Secundários
- Treinador
- Typhoid Mary/Mary Walker
- Abominável
- Homem de Cobalto
- Ultimo
- Tubarão-Tigre
- Cabeça de Ovo
- Homem Lava
- Barão Strucker
- Yelena Belova/Viuva Negra/Viuva Escarlate
- Chicote Negro
- Galen-Kor
- Ciry
- Kona Lor
- Ossos Cruzados
- Ceifador
- Titania
- Fantasma
- Homem Absorvente
- Mangog
- Justin Hammer
- Ulik
- Homem em Crescimento
- Garra Sonica
- Drenkov
- Destroyer
- Homem-Molecular
- Zzzax
- Ceifador

Circo do Crime
- Mestre do Picadeiro
- Flecha Certeira
- Bala de Canhão Humana
- Bruto, o Homem-Forte
- Os Grandes Gambonnos

Ordem Negra
- Super Gigante
- Corvus Glaive
- Fauce de Ébano
- Próxima Meia-Noite
- Estrela Negra

Gangue da Demolição
- Aríete
- Bate Estaca
- Destruidor
- Maça
- Tufão/Furacão

U-Foes/Os Alienígenas
- Vapor
- Vetor
- Encouraçado
- Raio-X

Mestres do Terror
- Barão Zemo
- Rocha Lunar
- Armador
- Besouro
- Colombina
- Golias

### Outros vilões
- Beyonder
- Morganna Le Fay
- Ares
- Doutor Faustus/Johann Fennhoff
- Cerberus
- Lernean Hydra
- Kraken
- Truman Marsh
- Zemo 2099
- Seperte de Midgard
- Destino Destruidor
- Fantasma do Espaço
- Irmãos de Sangue
- Ice Giant
- Venom
- Giganto
- Surtur
- Lobo Fenris
- Fin Fang Foom
- Fanfnir
- Monstro de Pedra
- Doughboy
- Monstro da Neve
- Mordo
- Agamotto
- Mummies
- Sphinx Monster

### Organizações e exércitos
- Hidra
- Elite do Tubarão Tigre
- I.M.A
- Fantasmas Espaciais
- Exército de Atlantes
- Exercito Chitauri
- Exército de Trolls
- Exército de Vampiros
- Exército Badoon
- Dinossauros
- Exército de Valhalla
- Robos Hidra
- Monstros de Vanaheim
- Acefolos
- Rock Trolls
- Animais Amplificados
- Exercito de Super-adptoides
- SteelCorps
- Exercito Viuva-negra zombie
- Kree
- Skullbots
- Skull-Net
- Motoqueiro Fantasma
- Humanoides de Borracha
- Ogros de Gelo

## Equipe técnica
- Joss Whedon - Agradecimentos Especiais
- Brian Michael Bendis - Agradecimentos Especiais
- Joe Moeller - Diretor de Elenco
- Collette Sunderman - Diretora de Voz e Elenco
- Amanda Goodbread - Diretora de Gravação

## Produção

### Desenvolvimento
Avengers Assemble foi anunciada após o cancelamento de The Avengers: Earth's Mightiest Heroes. Jeph Loeb, um produtor da série, afirmou que a série se destina a acompanhar de perto e "coar" o tom e a sensação do filme dos Vingadores. A série contará com uma combinação de animação 2D e CGI, as Imagens geradas por computador.
A série foi renovada para uma segunda temporada em 2014. A terceira temporada, Avengers: Ultron Revolution, estreou em 2016. Em 2017, Avengers Assemble foi renovada para uma quarta temporada, intitulada Avengers: Secret Wars. Em 2017, a Disney anunciou uma quinta temporada, Avengers: Black Panther's Quest.